# Joe Lo Truglio
Joe Lo Truglio (ur. 2 grudnia 1970 w Nowym Jorku) – amerykański aktor filmowy i telewizyjny. Występował w jednej z głównych ról w serialu Brooklyn 9-9.

## Życiorys
Urodził się 2 grudnia 1970 w Nowym Jorku.
Występował w takich filmach jak: Wet Hot American Summer (2001), Supersamiec (2007), Jak złamać 10 przykazań (2007), Boski chillout (2008), Stary, kocham cię (2009) i Raj na ziemi (2012), pojawił się w rolach gościnnych w serialach Prawo i porządek (2000), Mad Love (2011), Jak poznałem waszą matkę (2012, 2 odcinki), Community (2013, 2 odcinki) i Jess i chłopaki (2016). Udzielał głosu w filmie Ralph Demolka (2012) i serialach Robot Chicken (2012) oraz Amerykański tata (2012).
W 2010 pojawił się w Sons of Tucson w roli Glenna, w 2011 we Free Agents wcielał się w rolę Waltera, a w 2015 w serialu Wet Hot American Summer: First Day of Camp powrócił do roli Neila. Od 2013 występował w roli detektywa Charlesa Boyle’a w nagradzanym serialu Brooklyn 9-9.
Otrzymał dwie nagrody filmowe (zbiorowe) oraz trzy nominacje.